# Ewa Spychalska
Ewa Spychalska z domu Czuma (ur. 17 sierpnia 1949 w Warszawie) – polska polityk, nauczycielka i działaczka związkowa, w latach 1991–1996 przewodnicząca OPZZ, posłanka na Sejm I i II kadencji, ambasador na Białorusi (1996–1998).

## Życiorys
W 1990 ukończyła studia na Wydziale Nauk Społecznych Akademii Nauk Społecznych (następczyni WSNS przy KC PZPR w Warszawie). Pracowała jako nauczycielka i pracowniczka Inspektoratu Oświaty. Przez wiele lat działała w OPZZ, w latach 1991–1996 kierowała tą organizacją.
W tym samym okresie zasiadała w Sejmie I i II kadencji z ramienia Sojuszu Lewicy Demokratycznej. Złożyła mandat poselski, obejmując stanowisko ambasador RP na Białorusi. Została odwołana z tej funkcji po zmianie rządu. Po powrocie do kraju była m.in. doradcą prezydenta Aleksandra Kwaśniewskiego. W 2003 dołączyła do Centrolewicy RP (wykreślonej z rejestru w 2006).